# Список парусных тендеров Российского императорского флота

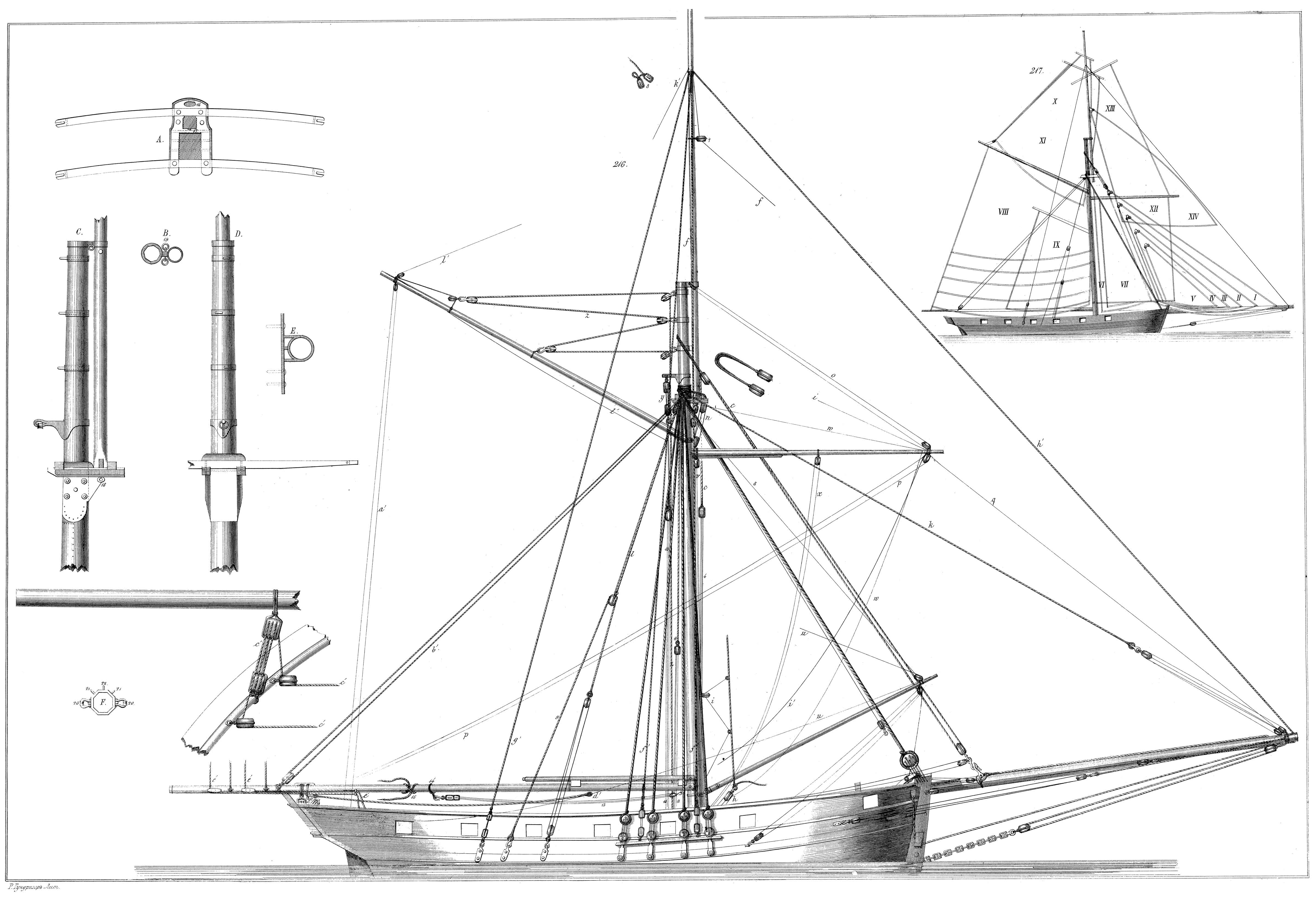
Российский тендер. Изображение из книги К. Н. Посьета «Вооружение военных судов»

В список включены все парусные тендеры, входившие в состав Российского императорского флота.
Те́ндер (англ. tender, от tend — обслуживать) — в эпоху парусного флота небольшое одномачтовое судно вспомогательного назначения, водоизмещением в 50—60 т, вооружённое 6—12 пушками или карронадами небольшого калибра. На вооружении Российского императорского флота суда данного типа использовались с 1817 года до начала 1860-х годов. Всего за эти годы в составе флота числилось 19 тендеров.
Применялись по большей части для дозорной, разведывательной и посыльной службы. Рангоут судов данного типа состоял из мачты, подъёмной стеньги, большого гика, гафеля и горизонтального бушприта, выдающегося далеко вперёд.

## Легенда
Список судов разбит на разделы по включению судов в состав флотов и флотилий, внутри разделов суда представлены в порядке очерёдности включения их в состав флота, в рамках одного года — по алфавиту. Ссылки на источники информации для каждой строки таблиц списка и комментариев, приведённых к соответствующим строкам, сгруппированы и располагаются в столбце Примечания.
- Наименование — имя судна.
- Размер — длина и ширина судна в метрах.
- Осадка — осадка судна (глубина погружения в воду) в метрах.
- Верфь — верфь постройки судна.
- Корабельный мастер — фамилия мастера, построившего или руководившего постройкой судна.
- История службы — основные места и события.
- н/д — нет данных.

Сортировка может проводиться по любому из выбранных столбцов таблиц.

## Тендеры Балтийского флота
В разделе приведены все тендеры, входившие в состав Балтийского флота России.
| Название | Ор. | Размер     | Ос. | Верфь                  | Мастер       | Вх.  | Вых. | История службы | Прим.             |
| -------- | --- | ---------- | --- | ---------------------- | ------------ | ---- | ---- | --- | ----------------- |
| Лебедь   | 12  | 21,6 х 7,3 | 3,1 | Охтенская верфь        | В. Ф. Стокке | 1831 | 1857 | В 1832—1836 и 1838—1840 годах находился в плаваниях в Балтийском море и Финском заливе. В 1837 и 1853 годах нёс брандвахтенную службу в Ревеле, в 1841—1842 годах — в Кронштадте. В 1841—1852 годах служил в различных портах Финского залива. По окончании службы был разобран.                                                                                       | [ 3 ] [ 4 ] [ 5 ] |
| Снапоп   | 12  | 20,4 х 7,3 | 2,8 | Охтенская верфь        | И. А. Амосов | 1837 | 1862 | В 1837—1851 и 1856 годах использовался для практических плаваний в Финском заливе. В 1854—1861 годах для несения службы в Кронштадтской гавани и порту. В 1856 году участвовал в смотре судов. По окончании службы был продан на слом. | [ 4 ] [ 6 ] [ 7 ] |
| Ученик   | н/д | 13,4 х 4,9 | 0,6 | Главное адмиралтейство | Дементьев    | 1841 | н/д  | В 1841—1849 годах использовался для практических плаваний в Финском заливе. В 1850—1851 годах нёс брандвахтенную службу в Свеаборге. | [ 4 ] [ 7 ] [ 8 ] |
| Копчик   | н/д | 21,6 х 7,3 | 3,2 | Главное адмиралтейство | Дементьев    | 1851 | 1869 | В 1852—1856 годах использовался для практических плаваний в Финском заливе. В 1853 году использовался для несения брандвахтенной службы в Ревеле. Принимал участие в Крымской войне (1853—1856). В 1854 и 1855 годах защищал Ревельскую гавань. В 1856 году участвовал в смотре судов. В 1858—1863 годах использовался для несения брандвахтенной службы в Кронштадте. | [ 4 ] [ 7 ] [ 8 ] |

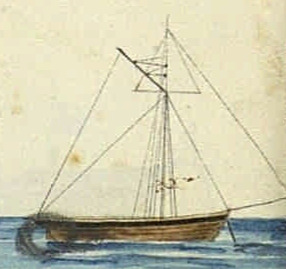
Тендер «Лебедь»

## Тендеры Черноморского флота
В разделе приведены все тендеры, входившие в состав Черноморского флота России.
| Название  | Ор.   | Размер     | Ос. | Верфь                          | Мастер           | Вх.  | Вых. | История службы | Прим.                                   |
| --------- | ----- | ---------- | --- | ------------------------------ | ---------------- | ---- | ---- | --- | --------------------------------------- |
| Андрей    | 8     | 10,1 x 4,2 | 2   | Николаевское адмиралтейство    | А. И. Мелихов    | 1817 | 1828 | В 1825—1826 годах использовался для несения брандвахтенной службы в Херсоне. | [ 3 ] [ 9 ] [ 10 ]                      |
| Дионисий  | 8     | 10,9 x 5,5 | 3,4 | Севастопольское адмиралтейство | И. И. Тарусов    | 1817 | 1846 | В 1818—1837 годах использовался для практических плаваний в Чёрном море и несения брандвахтенной службы в Феодосии. По окончании службы был продан. | [ 3 ] [ 9 ] [ 10 ] [ 11 ] [ 12 ] [ 13 ] |
| Быстрый   | 12    | 16,4 x 6,8 | 3,4 | Севастопольское адмиралтейство | С. И. Чернявский | 1833 | н/д  | В 1834—1840 годах использовался для несения службы у побережья Кавказа. В 1841—1851 годах использовался для несения брандвахтенной службы в Очакове. | [ 14 ] [ 15 ] [ 16 ]                    |
| Скорый    | 6/12  | 15,1 х 5,7 | 3,1 | Севастопольское адмиралтейство | С. И. Чернявский | 1833 | 1838 | В 1833 году в Севастопольском порту. В 1834—1838 годах использовался патрулирования у Кавказского побережья. В 1838 году разбился в устье реки Туапсе. | [ 14 ] [ 15 ] [ 16 ]                    |
| Лёгкий    | 12/10 | 20,6 х 7,4 | 3,3 | Николаевское адмиралтейство    | Г. В. Афанасьев  | 1835 | 1855 | В 1836 и 1839—1842 годах использовался в операциях у берегов Кавказа. В 1839 году принимал участие в высадке десанта в устье Субаши. В 1837—1838 годах в качестве судна русской миссии находился в Греции. В 1843—1853 годах нёс брандвахтенную службу в Евпатории. Участвовал в Крымской войне. В 1855 году затоплен в Севастопольской бухте при оставлении города гарнизоном. В 1857 году поднят и разобран. | [ 6 ] [ 9 ] [ 17 ]                      |
| Луч       | 12    | 21,6 x 7,2 | 3   | Николаевское адмиралтейство    | Г. Иванов        | 1835 | 1853 | В 1836 и 1838—1841 годах действовал у Кавказского побережья. В 1837 году в распоряжении русского посла в Константинополе. В 1838 году участвовал в высадке десанта Н. Н. Раевского в устье Туапсе, где 31 мая затонул. После подъёма и ремонта вновь вступил в строй. С 1842 года использовался для несения брандвахтенной службы в Феодосии и Керчи. По окончании службы был разобран. | [ 9 ] [ 10 ] [ 18 ] [ 19 ] [ 20 ]       |
| Спешный   | 10    | 19,4 х 6,7 | 3   | Николаевское адмиралтейство    | Г. В. Афанасьев  | 1835 | 1855 | В 1835—1851 использовался в операциях у берегов Кавказа. В 1839 году принимал участие в высадке десанта в устье Псезуапсе. В 1851 году причислен к Севастопольскому порту. В 1855 году затоплен в Севастопольской бухте при оставлении города гарнизоном. | [ 6 ] [ 9 ] [ 10 ]                      |
| Струя     | 12    | 21,4 х 7,3 | 3,9 | Николаевское адмиралтейство    | Г. Иванов        | 1835 | 1855 | В 1836—1837 и 1844—1848 годах находился у берегов Кавказа. В 1838—1839 годах в плаваниях в Чёрном море. В 1840—1841 годах использовался в качестве судна русской миссии в Греции. В 1842 нёс брандвахтенную службу в Евпатории. 14 января 1848 года из-за боры в Новороссийске затонул, во время крушения погибли все 52 члена экипажа. В том же году был поднят и поставлен на ремонт в Севастополе. В 1850—1853 годах нёс брандвахтенный пост в Бердянске. В 1855 году был затоплен для заграждения еникальского фарватера. | [ 6 ] [ 9 ] [ 21 ] [ 22 ] [ 23 ] [ 24 ] |
| Нырок     | 10    | 19,5 х 6,7 | 3   | Севастопольское адмиралтейство | А. П. Прокофьев  | 1839 | 1855 | В 1840—1855 годах использовался в операциях у берегов Кавказа и для несения брандвахтенной службы в Феодосии и Еникале. В 1855 году был затоплен для заграждения еникальского фарватера. | [ 6 ] [ 9 ] [ 21 ] [ 25 ]               |
| Поспешный | 10/12 | 19,4 х 6,4 | н/д | Николаевское адмиралтейство    | А. С. Акимов     | 1845 | 1855 | В 1846—1850 годах использовался для выполнения гидрографических работ в Чёрном море. Принимал участие в Крымской войне (1853—1856). В 1855 году затоплен в Севастопольской бухте при оставлении города гарнизоном. | [ 8 ] [ 9 ] [ 21 ]                      |
| Проворный | 10/12 | 19,4 х 6,4 | н/д | Николаевское адмиралтейство    | А. С. Акимов     | 1845 | 1855 | Использовался для операций у берегов Кавказа, практических плаваний, несения брандвахтенной службы в Керчи и Севастополе и в качестве судна русского посланника в Греции. В 1855 году затоплен в Севастопольской бухте при оставлении города гарнизоном. | [ 8 ] [ 9 ] [ 21 ]                      |
| Скорый    | 12    | 21,1 х 7,3 | н/д | Николаевское адмиралтейство    | А. С. Акимов     | 1845 | 1858 | В 1846—1851 годах использовался для гидрографических работ и практических плаваний в Чёрном море. Принимал участие в Крымской войне (1853—1856). В 1855 году затонул в Севастопольской бухте от полученных пробоин. | [ 8 ] [ 9 ] [ 21 ]                      |
| Буг       | н/д   | 25 x 6,1   | 1,4 | Николаевское адмиралтейство    | М. М. Окунев     | 1850 | н/д  | С 1862 по 1879 год использовалось для выполнения гидрографических работ в Чёрном море и реке Буг. В 1880 году судно было отчислено к Николаевскому порту. В 1902 году числилось в качестве «плавучего маяка № 1». | [ 26 ] [ 27 ] [ 21 ]                    |
| Березань  | н/д   | 25 x 6,1   | 1,4 | Николаевское адмиралтейство    | Александров      | 1853 | н/д  | С 1862 по 1872 год и с 1875 по 1879 год использовалось для выполнения гидрографических работ в Чёрном море и реке Буг. В 1873 и 1874 годах несло брандвахтенную службу в Очакове. В 1880 году судно было отчислено к Николаевскому порту. В 1902 году числилось в качестве «плавучего маяка № 2». | [ 26 ] [ 27 ] [ 28 ]                    |

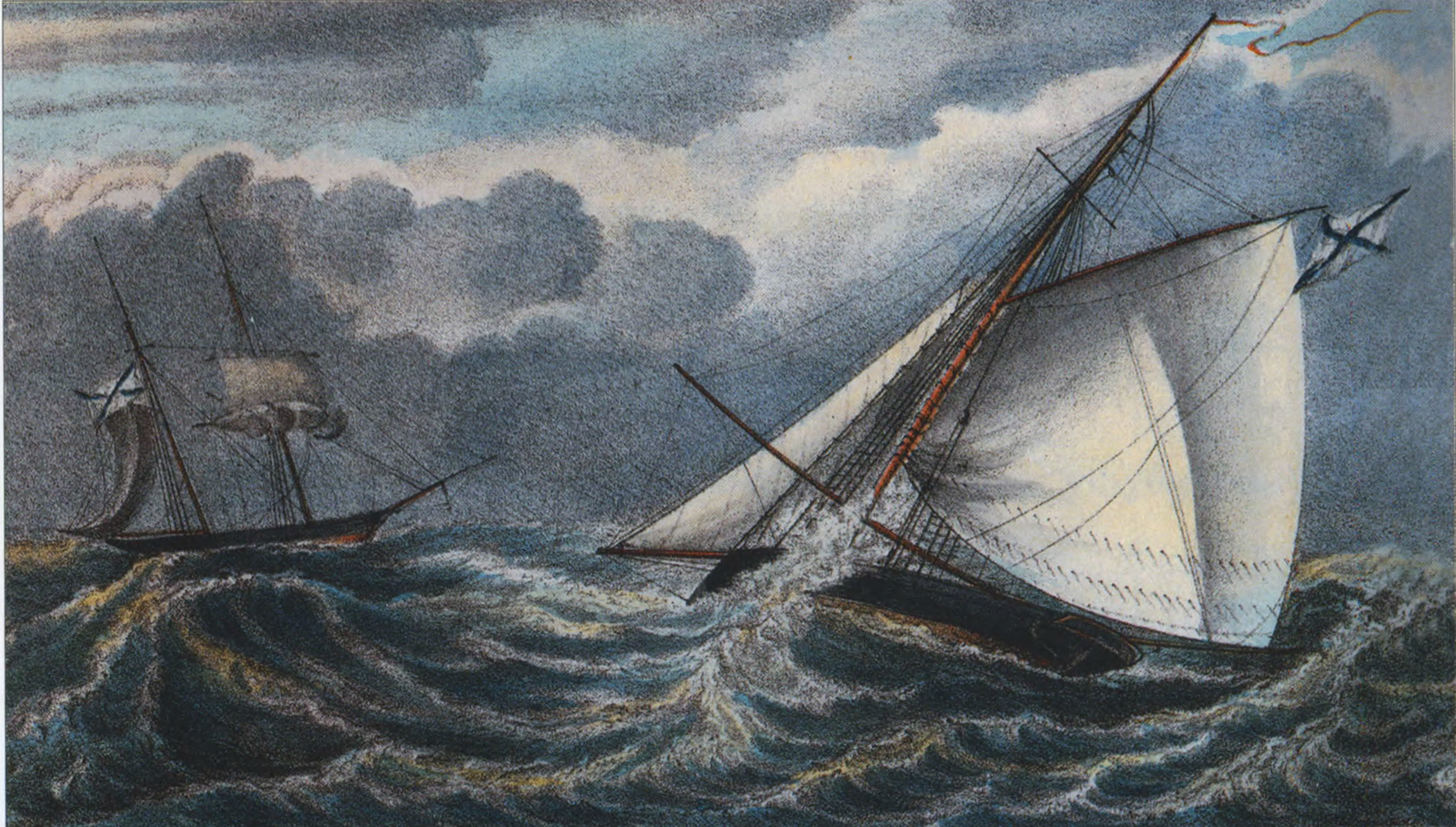
Тендер «Луч»
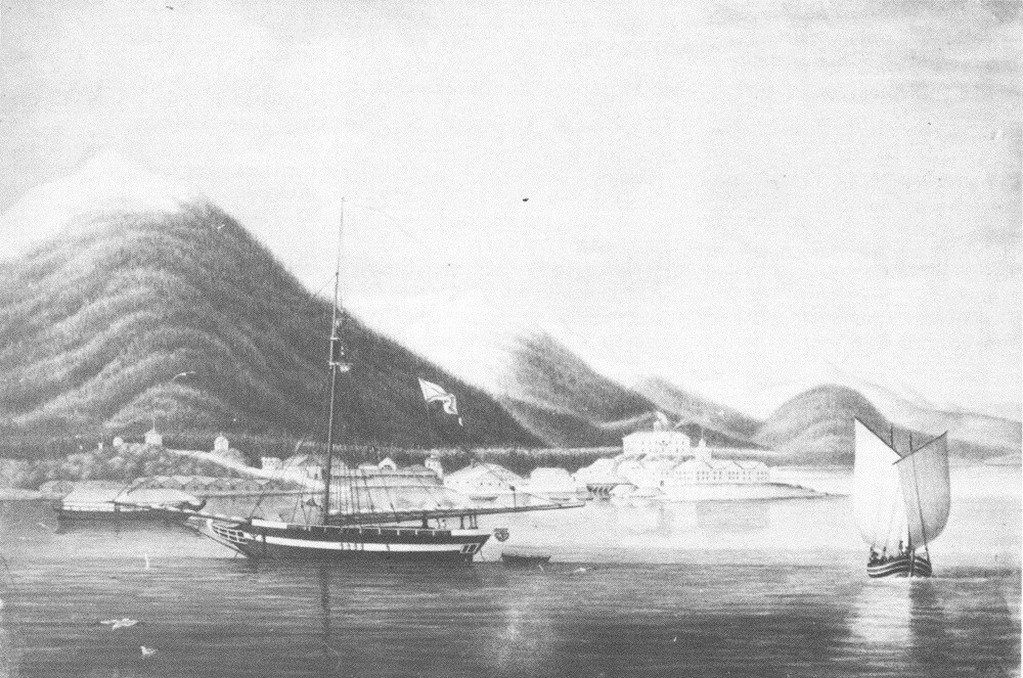
Тендер «Камчадал»

## Тендеры Каспийской флотилии
В разделе приведены все тендеры, входившие в состав Каспийской флотилии России.
| Название | Ор. | Размер     | Ос. | Верфь                       | Мастер         | Вх.  | Вых. | История службы | Прим.               |
| -------- | --- | ---------- | --- | --------------------------- | -------------- | ---- | ---- | --- | ------------------- |
| Муравей  | 6   | 19,8 х 6,9 | 3,3 | Казанское адмиралтейство    | А. П. Антипьев | 1821 | 1837 | В 1821 году перешёл в Астрахань. В 1822—1825 годах находился в плаваниях в Каспийском море. Принимал участие в войне с Персией 1826—1828 годов. В 1828—1835 годах использовался для несения брандвахтенной службы у острова Четырёхбугорный. По окончании службы был разобран в Астрахани. | [ 3 ] [ 29 ] [ 30 ] |
| Черепаха | 8   | 16,8 х 5,8 | 2,1 | Астраханское адмиралтейство | Д. И. Алексеев | 1833 | 1854 | В 1833—1840 и 1842—1853 годах использовался для плаваний в Каспийском море, охраны рыбных промыслов и несения брандвахтенной службы. В 1841 году подвергся тимберовке. По окончании службы был разобран.                                                                                   | [ 3 ] [ 29 ] [ 30 ] |

## Тендер Охотской флотилии
В составе Охотской, а впоследствии Камчатской флотилии России за все время её существования находился всего один тендер.
| Название | Ор. | Размер       | Верфь                   | Мастер         | Вх.  | Вых. | История службы | Прим.                                    |
| -------- | --- | ------------ | ----------------------- | -------------- | ---- | ---- | --- | ---------------------------------------- |
| Камчадал | 6   | 17,07 х 5,64 | Новоархангельская верфь | О. Е. Нецветов | 1842 | 1858 | В 1843 году перешёл в Петропавловский Порт. В 1844—1858 годах использовался для поддержания сообщения между портами Охотского моря. 12 (24) ноября 1858 года потерпел крушение у малого Пуирского фарватера в Амурском лимане. Вся команда погибла. | [ 8 ] [ 31 ] [ 32 ] [ 33 ] [ 34 ] [ 35 ] |

### Комментарии
1. 1 2  В ряде документов числился катером.
2. 1 2  Тендеры «Буг» и «Березань» строились по одному проекту, тип «Буг». Поскольку суда были специально оборудованы для выполнения гидрографических работ, в большинстве документов оба судна числись лоц-судами. Оба судна имели железный корпус.
3. ↑  По другим данным в 1749 году.
4. ↑  По другим данным в 1757 году.